# École supérieure de pédagogie de Wurtzbourg
L’école supérieure de pédagogie de Wurtzbourg fut une école supérieure de pédagogie établie de 1958 à 1972, affectée à l'université de Wurtzbourg.

## Histoire
Une institution précédente était le collège de formation des enseignants de Wurtzbourg de 1935 à 1941 (en Bavière, avec Bayreuth et Munich-Pasing), dont un institut de formation des enseignants émerge jusqu'en 1945, accessible sans l'abitur.
La formation des enseignants commence en 1950, initialement avec des cours pédagogiques provisoires pour lesquels l'abitur est à nouveau exigé. Des instituts de formation des enseignants créés à partir de 1954 pour la formation des enseignants des Volksschule en Bavière, six école supérieure de pédagogie pour la plupart confessionnels (Augsbourg, Bamberg, Bayreuth, Munich-Pasing, Nuremberg, Wurtzbourg) sont créées en 1958 et dépendent des trois universités d'État. Les écoles catholiques de Bamberg et de Wurtzbourg (Wittelsbacherplatz 1) appartiennent à l'université de Wurtzbourg. Elles sont dissoutes le 1er août 1972. L'école supérieure de pédagogie de Wurtzbourg est incorporée en tant qu'institut de formation à la Faculté de philosophie II de l'Université Julius Maximilian de Wurtzbourg.

## Personnalités
Maîtres de conférences
- Louis-Helmut Debes, musicien
- Karl Mühlek, théologien
- Winfried Weier, philosophe

Étudiants
- Thomas Goppel, homme politique
- Margarete Götz, pédagogue
- Armin Grein, homme politique